# Виноградівник
Виноградівник, виноградниця (Ampelopsis) — це рід витких кущів родини виноградових (Vitaceae). Назва походить від давньогрецького слова ἅμπελος (ampelos), що означає «лоза». Рід був названий у 1803 році. Він поширений у східній Азії та східній частині Північної Америки, поширюючись до Мексики. Ampelopsis зустрічається переважно в гірських районах помірного клімату, а деякі види — в гірських лісах на середніх висотах у субтропічних та тропічних регіонах. Це популярна садова рослина та інвазивний бур'ян.

## Морфологічна характеристика
Це ліани дерев'янисті, двостатеві або полігамно-однодомні, до 10 м заввишки. Кора на гілках прилягає; серцевина біла, безперервна крізь вузли. Вусики 2- або 3-гілкасті. Листя просте, різної форми, 1- або 2-перисто- або пальчасто-складне. Суцвіття (зазвичай двостатеві) — щиткоподібний завиток (іноді складні суцвіття), розташований супротивно листю або псевдокінцевий, часто на кінчиках вусиків. Квітки 5-членні. Чашечка блюдцеподібної форми, нечітко хвиляста. Пелюсток 5, вільні. Тичинок 5. Ягода куляста, 1–4-насінна, рожево-фіолетового, пурпурового, синього, чорного, помаранчевого або жовтого забарвлення. Насінина оберненояйцеподібна, верхівка заокруглена. x = 10..

## Види
Plants of the World Online наразі включає:
1. Ampelopsis aconitifolia Bunge — виноградівник аконітолистий
2. Ampelopsis acutidentata W.T.Wang
3. Ampelopsis bodinieri (H.Lév. & Vaniot) Rehder
4. Ampelopsis brevipedunculata (виноградівник виноградолистий)
5. Ampelopsis chondisensis (Vassilcz. & V.N.Vassil.) Tulyag.
6. Ampelopsis cordata Michx.
7. Ampelopsis delavayana Planch. ex Franch.
8. Ampelopsis denudata Planch.
9. Ampelopsis glandulosa (Wall.) Momiy.
10. Ampelopsis humulifolia Bunge
11. Ampelopsis japonica (Thunb.) Makino — виноградниця японська
12. Ampelopsis mollifolia W.T.Wang
13. Ampelopsis orientalis (Lam.) Planch.
14. Ampelopsis tadshikistanica Zaprjagaeva
15. Ampelopsis tomentosa Planch. ex Franch.
16. Ampelopsis vitifolia (Boiss.) Planch.
17. Ampelopsis wangii I.M.Turner

## Викопні рештки
У чеській частині Циттауського басейну було знайдено викопне насіння Ampelopsis ludwigii та Ampelopsis rotundata раннього міоцену. Викопний вид Ampelopsis malvaeformis був досить поширеним у північній Італії на ранньому та середньому пліоцені, але, здається, зникає на межі середнього та пізнього пліоцену.